# Fimbristylis recta
Fimbristylis recta är en halvgräsart som beskrevs av Frederick Manson Bailey. Fimbristylis recta ingår i släktet Fimbristylis och familjen halvgräs. Inga underarter finns listade i Catalogue of Life.